# 細谷精一
細谷 精一（ほそや せいいち、1929年（昭和4年）9月6日 - 1996年（平成8年）9月26日）は、日本の生理学者。専門は環境生理学。元旭川大学女子短期大学部学長。

## 略歴
- 山形県山形市生まれ
- 1954年（昭和29年）北海道大学農学部卒業。
- 1954年（昭和29年）北海道大学獣医学部助手
- 1962年（昭和37年）北海道大学獣医学部助教授
- 1973年（昭和48年）旭川大学女子短期大学部幼児教育学科教授
- 1977年（昭和52年）旭川大学女子短期大学部学長代行
- 1978年（昭和53年）旭川大学女子短期大学部学長（～1979年）
- 1988年（昭和63年）旭川大学女子短期大学部学長代行
- 1996年（平成8年）旭川大学女子短期大学部教授在職中、癌性腹膜炎のため逝去[1]

## 主要論文
- 本間慶蔵と共同執筆『143 中枢神経系のK,Na : 特に網膜を中心として』（日本獸醫學雜誌 24号 1962年）
- 本間慶蔵・吉成正と共同執筆『117 中枢神経系のK,Naについて』（日本獸醫學雜誌 26号 1964年）